# Renaissance (album des Village People)
Pour les articles homonymes, voir Renaissance (homonymie).
Albums de Village People
Can't Stop the Music
(1980) Fox on the Box
(1982)
Singles
1. Do You Wanna Spend the Night
Sortie : 1981
2. 5 O'Clock in the Morning
Sortie : 1981
3. Action Man
Sortie : 1982
4. Jungle City
Sortie : 1982

Renaissance est le septième album studio du groupe américain Village People. Il est sorti en juin 1981 sur le label RCA Victor.
Aux États-Unis, l'album a débuté à la 149e place du classement des albums de Billboard la semaine du 1re août 1981 et a atteint la 138e place pour les deux semaines suivantes (celles du 8 et du 15 août),.

## Liste des pistes
Toutes les chansons sont écrites et composées par Jacques Morali, Henri Belolo et Les Village People, Dennis Frederiksen, Mark Christian Maierhoffer, Howie Epstein, Jimmy Hunter, Dan Schmidt.
| 1. | 5 O'Clock in the Morning       | 5:05 |
| 2. | (Do You Wanna) Spend the Night | 4:59 |
| 3. | Fireman                        | 4:59 |
| 4. | Jungle City                    | 3:50 |

| 1. | Action Man | 3:08 |
| 2. | Big Mac    | 2:27 |
| 3. | Diet       | 3:19 |
| 4. | Food Fight | 2:31 |